# Wilhelm Behrens (Offizier)
Wilhelm Behrens (* 23. August 1888 in Berlin; † 15. August 1968 in Lotte bei Osnabrück) war ein deutscher Generalleutnant im Zweiten Weltkrieg.

## Preußische Armee und Erster Weltkrieg
Behrens trat am 25. November 1908 als Fahnenjunker dem Ulanen-Regiment „Graf Haeseler“ (2. Brandenburgisches) Nr. 11 bei, wo er im Zuge seiner infanteristischen Grundausbildung am 18. Mai 1909 zum Fähnrich sowie am 16. Juni 1910 zum Leutnant avancierte. Im Zuge des Ersten Weltkrieges marschierte Behrens mit diesem Regiment im Verband mit der 42. Kavallerie-Brigade (7. Kavallerie-Division) an die Westfront. Hier war sein Regiment zunächst als Grenzschutz in Lothringen abgestellt, wo Behrens die Funktion eines Zugführers innehatte. Im September 1914 kämpfte das Regiment bei Amiens und Compiègne sowie anschließend in Belgien und Nordfrankreich. 1915 wurde Behrens zum MG-Eskadron-Chef ernannt, mit dem er ab April 1915 im Raum der Vogesen eingesetzt war. Mitte 1916 wurde Behrens Regiment aus dem Kampfgeschehen herausgelöst und übernahm im rückwärtigen Armeegebiet von Belgien diverse Sicherungsaufgaben. Nach Auffrischung des Regiments wurde dieses Mitte Dezember 1916 an die Ostfront verlegt, wo es in schwere Kämpfe im Raum Dünaburg-Livland verwickelt war. Nach Abschluss des Friedensvertrages von Brest-Litowsk am 3. März 1918 wurde Behrens Regiment von der Ostfront abgezogen und erneut an die Westfront verlegt, wo es ab Mai 1918 als Kavallerie-Schützen-Regiment im Infanteriekampf eingesetzt war. Nach Beendigung des Krieges im November 1918, rückte das Regiment im Dezember 1918 nach Osterburg ab und wurde demobilisiert und aufgelöst. 1919 wurde Behrens Führer der nach ihm benannten Freiwilligen Ulanen-Abteilung 11 „Behrens“, die im Grenzschutz Ost eingesetzt war.

## Reichswehr
Mit Wirkung zum 1. Januar 1921 trat Behrens als MG-Offizier und Zugführer dem 11. (Preußisches) Reiter-Regiment bei, wo er am 1. Oktober 1923 zum Chef der 3. Eskadron ernannt wurde. Nach seinem Wechsel zum 1. Oktober 1925 in das 1. (Preußisches) Reiter-Regiment in Insterburg, nahm er dort die Funktion des Eskadronchefs wahr. Anschließend wechselte am 1. Oktober 1932 nach Tilsit über, wo er Chef der 4. Eskadron desselbigen Regiments wurde. Diese Funktion hielt er bis 30. September 1932 inne. Danach wechselte er als Major in den Regimentsstab über. Zwei Jahre später erfolgte seine Abkommandierung zum Reiter-Regiment 12 in Dresden, wo er ebenfalls im Regimentsstab tätig war.

## Wehrmacht und Zweiter Weltkrieg
Beförderungen
- 18. Mai 1909 Fähnrich
- 16. Juni 1910 Leutnant
- 18. Dezember 1915 Oberleutnant
- 1. März 1922 Rittmeister
- 1. Oktober 1932 Major
- 1. Juni 1935 Oberstleutnant
- 1. Januar 1938 Oberst
- 1. Januar 1942 Generalmajor
- 1. September 1944 Generalleutnant

Nach Gründung der Wehrmacht im März 1935 wurde Behrens zum Infanterie-Regiment 10, ebenfalls in Dresden stationiert, abkommandiert, von wo aus er am 1. Oktober 1935 zum Kommandeur des II. Bataillons ernannt wurde. Dieses lag zunächst in Königsbrück, später in Kamenz in der dortigen Kaserne entlang der Macherstraße (heute beherbergt der Garnisonsplatz verschiedene Einrichtungen der öffentlichen und privaten Hand). Am 1. Oktober 1938, inzwischen zum Oberst ernannt, wurde Behrens Abteilungskommandeur der Heereswaffenmeisterschule in Berlin.
Nach dem Überfall auf Polen übertrug man ihm das Kommando des Infanterie-Regiments 106. Dieses lag im Rahmen der 15. Infanterie-Division zu diesem Zeitpunkt an der Westgrenze (Saarpfalz) des Deutschen Reiches im Sitzkrieg. Mit dem Regiment war Behrens anschließend im Westfeldzug im Rahmen der 15. Infanterie-Division eingesetzt. Anschließend wurde das Regiment an die Ostfront verlegt, wo es erneut im Rahmen der 15. Infanterie-Division der Heeresgruppe Mitte über Mogilev-Jelnja-Smolensk-Wjasma in Richtung Moskau marschierte. Am 9. Dezember 1941 erhielt er das Deutsche Kreuz in Gold. Im Zuge der Schlacht um Moskau lag Behrens Regiment am 20. Dezember 1941 im Raum Iklinskoje westlich der Nara-Stellung. Das Regiment bestand zu diesem Zeitpunkt nur mehr als aus Resten anderer zerschlagener Einheiten. Die 4. Armee der Heeresgruppe Mitte geriet in diesen letzten Dezembertagen unter dem Druck der sowjetischen Gegenangriffe in eine ernsthafte Bedrohung, als ihr gesamter linker Verteidigungsflügel von der Roten Armee umfasst und teilweise durchbrochen wurde. Entscheidende Rolle bei der Abwehr der Umklammerung kam dabei der Verteidigung des Raumes Iklinskoje zu, dessen Verlust zur Zurücknahme der 4. Armee geführt hätte. Behrens Regiment konnte jedoch den sowjetischen Angriff bis zum 24. Dezember 1941 unter großen Verlusten abwehren und somit die Lage der 4. Armee zunächst stabilisieren. Für diese Leistung wurde Behrens am 20. März 1942 mit dem Ritterkreuz des Eisernen Kreuzes ausgezeichnet. Zuvor war er bereits am 31. Dezember 1941 mit der Führung der 328. Infanterie-Division beauftragt worden, die zu diesem Zeitpunkt in der Heimat als Walküreeinheit aufgestellt worden war.
Diese wurde im Januar 1942 Richtung Ostfront in Marsch gesetzt, wo sie im Zuge der 9. Infanterie-Division erneut der Heeresgruppe Mitte zugeordnet war. Während des Anmarschweges wurde Behrens jedoch durch einen feindlichen Angriff verwundet, sodass er am 10. Januar 1942 für die Zeit seiner Genesung in die Führerreserve versetzt wurde, die bis März 1942 andauerte. Die Zeit bis dahin lag er in einem Lazarett in Königsberg. Vom 1. Mai 1942 bis 1. Juni 1942 war er Kommandeur der 413. Landesschützen-Division. Am 1. Juni 1942 wurde Behrens zum Kommandeur der Division Nr. 193 in Pilsen, später Prag im Protektorat Böhmen und Mähren ernannt. Einen Kampfauftrag erhielt die Division zu Behrens Kommandozeiten nicht. Am 1. Juni 1944 wurde Behrens erneut in die Führerreserve versetzt, um schließlich am 30. September 1944, mit 56 Jahren, ehrenhaft aus dem aktiven Wehrdienst entlassen zu werden. Ob er anschließend in das Zivilleben zurückkehrte, ist nicht bekannt. Bis Kriegsende wurde ihm kein neues Kommando mehr übertragen. Vom 20. April 1946 bis 20. Oktober 1949 war er jedoch in sowjetischer Kriegsgefangenschaft.